# Vincenzo Cascino
Vincenzo Cascino ist ein italienisch-argentinischer Industrieller und Filmschaffender.
Cascino gründete, aus Argentinien kommend, Mitte der 1960er Jahre in Italien die Produktionsgesellschaft Accadia Film, mit der er eine Handvoll billiger Filme produzierte und inszenierte, in denen er teilweise auch als Schauspieler auftrat. Meist benutzte er dabei das anglisierende Pseudonym Vincent Cashino. 1968 verließ er nach verschiedenen Unregelmäßigkeiten die Branche wieder (und wahrscheinlich auch das Land).

## Filmografie
- 1965: Le sette vipere
- 1965: Lo sceriffo che non spara (Schauspieler, Produzent, Drehbuchautor)
- 1967: Le sette cinesi d'oro
- 1967: Sette donne d'oro contro due 07